# هربرت باومان
هربرت باومان (16 سبتمبر 1964 - ) هو لاعب كرة قدم سويسري، يلعب كمدافع، ولعب 15 مباراة.

## مسيرته

### مسيرته مع المنتخبات الوطنية
- 1989 - 1991 لعب مع منتخب سويسرا لكرة القدم 15 مباراة.

## روابط خارجية
- هربرت باومان على موقع قاعدة بيانات كرة القدم.إي يو (الإنجليزية)
- هربرت باومان على موقع ناشيونال فوتبول تيمز (الإنجليزية)
- هربرت باومان على موقع عالم كرة القدم.نت (الإنجليزية)